# Твердислево
Твердислево — деревня в Солигаличском муниципальном округе Костромской области. Входит в состав Солигаличского сельского поселения

## География
Находится в северо-западной части Костромской области на расстоянии приблизительно 3 км на север по прямой от города Солигалич, административного центра района.

## История
В 1872 году здесь было отмечено 8 дворов, в 1907 году—14.

## Население
Постоянное население составляло 66 человек (1872 год), 61 (1897), 105 (1907), 67 в 2002 году (русские 97 %), 42 в 2022.